# Московские ведомости
«Моско́вские ве́домости» (рус. дореф. Московскія Вѣдомости) — газета в Российской империи, принадлежавшая Московскому университету (формально до 1909 года). Издавалась в 1756—1917 годах в Москве.
Газета была создана указом императрицы Елизаветы Петровны (1756) при Московском университете. Первый номер вышел в пятницу, 26 апреля 1756 года и был приурочен к первой годовщине открытия университета и 14-й годовщине коронации Елизаветы. На первой странице был изображён двуглавый орёл, который был единственным графическим изображением. «Московские ведомости» достаточно долго оставались единственной периодической газетой Москвы.

## XVIII век
Первыми редакторами были профессор словесности А. А. Барсов и профессор словесности Н. Н. Поповский; затем профессор С. П. Шевырёв, профессор медицины П. Д. Вениаминов и профессор красноречия и истории Х. А. Чеботарёв. В газете было много иностранных известий из Рима, Бреста, Вены, Лондона, которые, с точки зрения современности, можно отнести к рубрике «на заметку»… Большой объём материала перепечатывался из «Петербургских ведомостей», печатались высочайшие указы, официальные сообщения, военные новости. Вскоре большой официальный раздел газеты привёл её к упадку. Тираж газеты в то время составлял около 600 экземпляров.
В 1779—1789 гг. типографию Московского университета и газету арендовал известный издатель и просветитель Н. И. Новиков, который, в буквальном смысле, «вдыхает» в газету новую жизнь. Начинают печататься статьи, касающиеся разных сфер жизни. В газете можно было найти материалы из провинции, все новинки литературной сферы. Также расширяется корреспондентская сеть, укрепляются внутренние связи по стране. Тираж газеты возрастает до 4 000 экземпляров (небывалый для того времени).
Приложения к газете
- «Экономический магазин» (1780—1789)
- «Городская и деревенская библиотека» (1782—1786)[2]
- «Прибавления к Московским ведомостям» (1783—1784)
- «Детское чтение для сердца и разума» — первый русский детский журнал (1785—1789)
- «Магазин натуральной истории, физики и химии» (1788—1792)
- «Словарь исторический» (1790—1793)
- «Политический журнал» (1790—1810)
- «Чтение для вкуса, разума и чувствований» (1791—1793)
- «Приятное и полезное препровождение времени» (1794—1798)
- «Иппокрена, или утехи любословия» (1799—1801)

## XIX век
С 1825 издание перешло к П. И. Шаликову. В 1842—1847 (по другим сведениям по 1848 году) редактором был Е. Ф. Корш (1842—1848). При нём газета стала выходить три раза в неделю, увеличился объём культурной хроники и литературных публикаций. В 1847—1849 редактором газеты был Дмитриев, в 1849—1851 В. Хлопов. Позднее редакторами были В. Ф. Корш (1856), М. П. Щепкин (1862), с 1863 редакторы-арендаторы М. Н. Катков и П. М. Леонтьев, позднее газету возглавляли В. А. Грингмут, Л. А. Тихомиров (1909—1913) и другие.
Приложения
- «Новости русской литературы» (1802—1805)
- «Современная летопись» (1863—1871)

В первый период редакторства Каткова газета имела либеральную направленность и отстаивала необходимость проведения всеобъемлющих реформ; во время реакции 1866 года издание даже на три месяца было приостановлено по требованию правительства. «И в Божьем мире то ж бывает, И в мае снег идёт порой…» — писал по этому поводу Тютчев.
Вместе с Катковым газета дрейфовала вправо и со временем приобрела репутацию реакционно-охранительного органа печати, что ещё более усилилось при Грингмуте. В результате революционных событий и смены власти в 1917 году газета «Московские ведомости», как и большинство периодических изданий царского времени, прекратила своё существование.

## Редакторы
- 1756—1765 А. А. Барсов
- 1765—1775 П. Д. Вениаминов
- 1775—1779 Х. А. Чеботарёв
- 1779—1789 Н. И. Новиков
- 1789 Александр Артамонович Светушкин
- 1789—1793 Василий Иванович Окороков
- 1793—1794 В. С. Подшивалов
- 1794—1801 Христиан Ридигер и Христоф Христиан Клаудий
- 1801—1806 фактор Ф. Ф. Люби, купцы И. В. Попов, Е. М. Гарий
- 1809—1814 кн. Владимир Иванович Долгоруков (фактическим редактором был его помощник М. С. Ильинский)
- 1814—1841 П. И. Шаликов
- 1843—1848 Е. Ф. Корш
- 1849 Владимир Хлопов
- 1850—1855 М. Н. Катков
- 1856—1862 Е. Ф. Корш
- 1862 Н. М. Щепкин (несколько месяцев)
- 1863—1875 М. Н. Катков и П. М. Леонтьев
- 1875—1887 М. Н. Катков
- 1887—1896 С. А. Петровский
- 1896—1907 В. А. Грингмут
- 1907 Александр Эммануилович Нольде
- 1908—1909 А. С. Будилович
- 1909—1913 Л. А. Тихомиров
- 1914 Б. В. Назаревский
- 1915—1918 В. В. Назаревский

## Эксплуатация бренда
Позже появилось два одноимённых издания, претендующих на преемственность: одна газета выходит с 1990 года (под редакцией бывшего корреспондента газеты «Московский комсомолец» Леонида Краснера); другая выходит в электронном виде с 2012 года (mosvedi.ru). Газетный бренд «Московские ведомости» принадлежит Издательству «Московские ведомости», директор издательства Леонид Краснер.

## Известные авторы
- Анке, Николай Богданович
- Мартьянов, Пётр Кузьмич
- Покровский, Василий Иванович
- Райковский, Сергей Андреевич
- Ромазанов, Николай Александрович
- Скалдин, Фёдор Павлович
- Соколов, Дмитрий Васильевич
- Толстой, Николай Сергеевич
- Юшенов, Павел Николаевич[4].